# Niccolò Trincia Trinci
Niccolò Trincia Trinci (Foligno, ... – Nocera Umbra, 10 gennaio 1421) è stato signore di Foligno dal 1415 al 1421.

## Biografia
Era figlio di Ugolino III Trinci e di Costanza Orsini. Successe al padre per concessione di papa Giovanni XXII nel 1415 su Foligno e Nocera. Amico di Braccio da Montone, fu al suo fianco in diverse imprese contro Martino V, venendo descritto come crudele e libertino. Entrato in dissidi con il castellano di Nocera Pietro di Pasquale, col pretesto di una battuta di caccia, venne da questi attirato in una trappola assieme ai fratelli Bartolomeo e Corrado. Mentre Corrado non partecipò, Niccolò e Bartolomeo passarono la notte ospiti del castellano nella rocca, che uccise ferocemente i due fratelli per vendetta personale. Costui venne trucidato assieme alla moglie e a suo padre da Braccio da Montone, accorso alla rocca con Niccolò III Trinci. A Niccolò succedette il fratello Corrado.

## Discendenza
Niccolò sposò nel 1404 Tora da Varano, figlia di Rodolfo III da Varano, signore di Camerino. Ebbero quattro figlie:
- Ambrosina, sposò verso il 1420 Mario Cima dei signori di Cingoli
- Faustina, sposò nel 1423 Ludovico Ludovisi di Assisi
- Bianchina, sposò il 1º gennaio 1423 Guidantonio Manfredi di Faenza
- Elisabetta, sposò nel marzo 1418 il condottiero Oddo Fortebraccio, figlio naturale di Braccio da Montone

## Ascendenza
|                                            |                                   |                                         | Genitori                                               |  |  | Nonni |  |  | Bisnonni                              |  |  | Trisnonni                        |  |
|                                            |                                   |                                         |                                                        |  |  |       |  |  | Ugolino II Trinci, signore di Foligno |  |  | Nallo Trinci, signore di Foligno |  |
|                                            |                                   |                                         |                                                        |  |  |       |  |  | Ugolino II Trinci, signore di Foligno |  |  | Nallo Trinci, signore di Foligno |  |
|                                            |                                   | Chiara Gabrielli                        |                                                        |  |  |       |  |  | Ugolino II Trinci, signore di Foligno |  |  |                                  |  |
| Trincia Trinci, signore di Foligno         |                                   |                                         |                                                        |  |  |       |  |  | Ugolino II Trinci, signore di Foligno |  |  |                                  |  |
|                                            |                                   | Vittoria Montemarte                     | Petruccio Montemarte, conte di Corbara                 |  |  |       |  |  |                                       |  |  |                                  |  |
|                                            |                                   | Vittoria Montemarte                     | Petruccio Montemarte, conte di Corbara                 |  |  |       |  |  |                                       |  |  |                                  |  |
|                                            |                                   | Vittoria Montemarte                     | Giovanna d'Alviano                                     |  |  |       |  |  |                                       |  |  |                                  |  |
| Ugolino III Trinci, signore di Foligno     |                                   | Vittoria Montemarte                     |                                                        |  |  |       |  |  |                                       |  |  |                                  |  |
|                                            |                                   | Nicolò I d'Este, marchese di Ferrara    | Aldobrandino II d'Este, marchese di Ferrara            |  |  |       |  |  |                                       |  |  |                                  |  |
|                                            |                                   | Nicolò I d'Este, marchese di Ferrara    | Aldobrandino II d'Este, marchese di Ferrara            |  |  |       |  |  |                                       |  |  |                                  |  |
|                                            |                                   | Nicolò I d'Este, marchese di Ferrara    | Alda Rangoni                                           |  |  |       |  |  |                                       |  |  |                                  |  |
| Giacoma d'Este                             |                                   | Nicolò I d'Este, marchese di Ferrara    |                                                        |  |  |       |  |  |                                       |  |  |                                  |  |
|                                            |                                   | Beatrice Gonzaga                        | Guido Gonzaga, signore di Mantova                      |  |  |       |  |  |                                       |  |  |                                  |  |
|                                            |                                   | Beatrice Gonzaga                        | Guido Gonzaga, signore di Mantova                      |  |  |       |  |  |                                       |  |  |                                  |  |
|                                            |                                   | Beatrice Gonzaga                        | Agnese Pico                                            |  |  |       |  |  |                                       |  |  |                                  |  |
| Niccolò Trincia Trinci, signore di Foligno |                                   | Beatrice Gonzaga                        |                                                        |  |  |       |  |  |                                       |  |  |                                  |  |
|                                            | Guido Orsini, conte di Pitigliano | Romano Orsini, conte di Nola            |                                                        |  |  |       |  |  |                                       |  |  |                                  |  |
|                                            | Guido Orsini, conte di Pitigliano | Romano Orsini, conte di Nola            |                                                        |  |  |       |  |  |                                       |  |  |                                  |  |
|                                            | Guido Orsini, conte di Pitigliano | Anastasia di Montfort                   |                                                        |  |  |       |  |  |                                       |  |  |                                  |  |
| Aldobrandino Orsini, conte di Pitigliano   | Guido Orsini, conte di Pitigliano |                                         |                                                        |  |  |       |  |  |                                       |  |  |                                  |  |
|                                            |                                   | Agostina della Gherardesca              | Gherardo della Gherardesca, conte di Donoratico        |  |  |       |  |  |                                       |  |  |                                  |  |
|                                            |                                   | Agostina della Gherardesca              | Gherardo della Gherardesca, conte di Donoratico        |  |  |       |  |  |                                       |  |  |                                  |  |
|                                            |                                   | Agostina della Gherardesca              | Adelasia                                               |  |  |       |  |  |                                       |  |  |                                  |  |
| Costanza Orsini                            |                                   | Agostina della Gherardesca              |                                                        |  |  |       |  |  |                                       |  |  |                                  |  |
|                                            |                                   | Benedetto Caetani, marchese de la Marca | Pietro II Caetani, conte di Caserta                    |  |  |       |  |  |                                       |  |  |                                  |  |
|                                            |                                   | Benedetto Caetani, marchese de la Marca | Pietro II Caetani, conte di Caserta                    |  |  |       |  |  |                                       |  |  |                                  |  |
|                                            |                                   | Benedetto Caetani, marchese de la Marca | Giovanna da Ceccano                                    |  |  |       |  |  |                                       |  |  |                                  |  |
| Marsobilia Caetani                         |                                   | Benedetto Caetani, marchese de la Marca |                                                        |  |  |       |  |  |                                       |  |  |                                  |  |
|                                            |                                   | Giovanna Orsini                         | Francesco Orsini, signore di Poggio Corese e Comunanza |  |  |       |  |  |                                       |  |  |                                  |  |
|                                            |                                   | Giovanna Orsini                         | Francesco Orsini, signore di Poggio Corese e Comunanza |  |  |       |  |  |                                       |  |  |                                  |  |
|                                            |                                   | Giovanna Orsini                         | Angela                                                 |  |  |       |  |  |                                       |  |  |                                  |  |
|                                            |                                   | Giovanna Orsini                         |                                                        |  |  |       |  |  |                                       |  |  |                                  |  |